# بخش چوتا اودایپور
بخش چوتا اودایپور (به انگلیسی: Chhota Udaipur district) یک منطقهٔ مسکونی در هند است که در گجرات واقع شده‌است. بخش چوتا اودایپور ۳٬۰۸۷ کیلومتر مربع مساحت و ۹۶۱٬۱۹۰ نفر جمعیت دارد.